# 邳州站

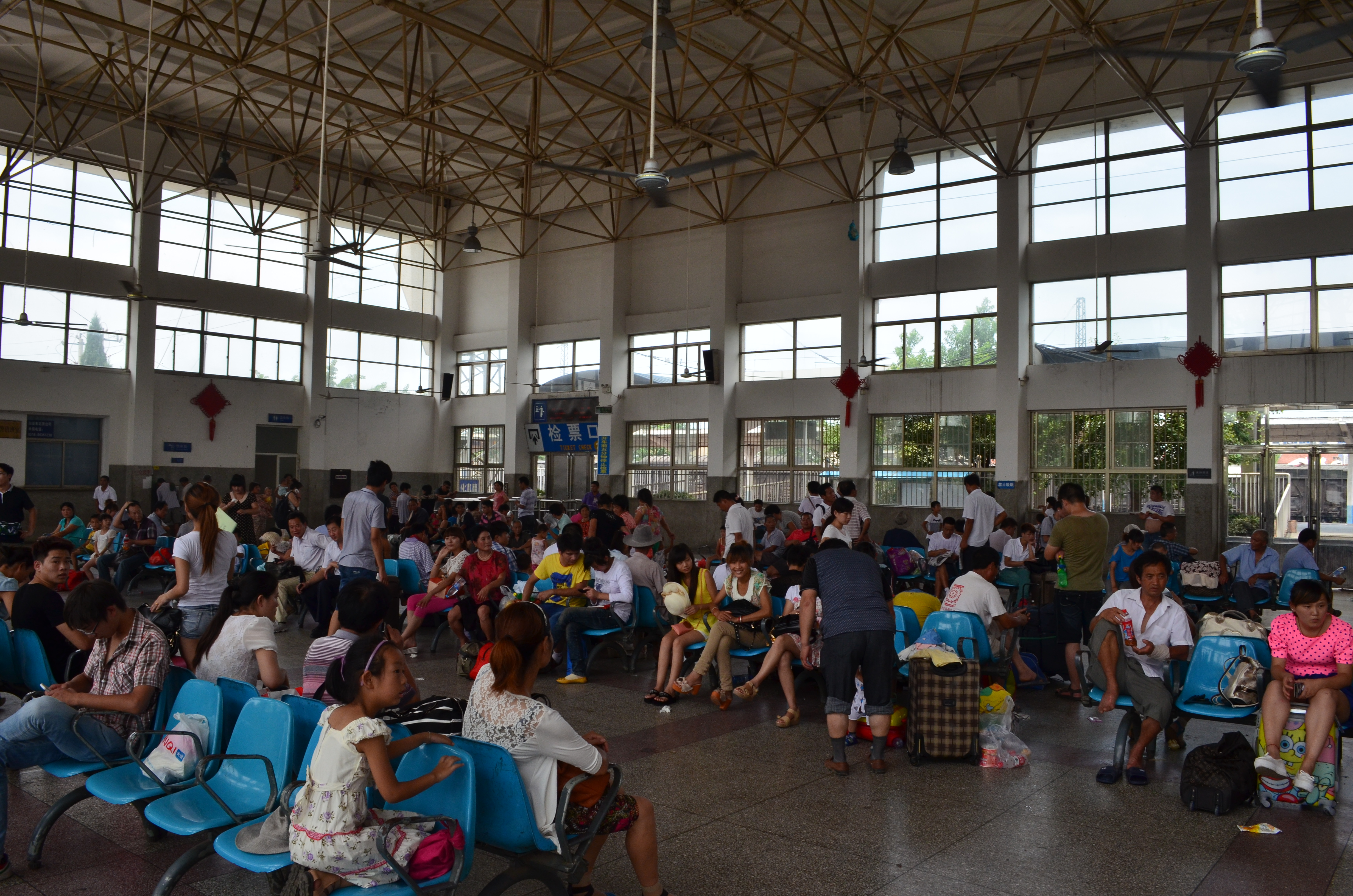
车站站厅

邳州站位于江苏省徐州市邳州市运河街道解放路1号，曾是一个陇海铁路上的铁路车站，现已拆除大部分车站结构，仅存部分站台。原有客运业务由邳州东站承接。

## 历史
- 始建于1921年，1923年开办客货运业务。曾用名：运河站、邳县站，2005年更名为邳州站。
- 2019年3月，启用邳州站过渡站房。2019年6月，邳州站老站房拆除。
- 自2022年10月16日起，陇海铁路邳州站停办客运业务，临时站房拆除，新增邳州东站普速场办理客运业务。[3][4][5]